# Wuhan Open
Wuhan Open – kobiecy turniej tenisowy, rozgrywany na kortach twardych Optics Valley International Tennis Center w Wuhanie. W latach 2014–2019. była to impreza rangi WTA Premier 5, a od 2024 rangi WTA 1000. W latach 2020–2023 turniej się nie odbywał.

## Mecze finałowe

### gra pojedyncza kobiet
| Rok  | Zwyciężczyni    | Finalistka         | Wynik               |
| 2024 | Aryna Sabalenka | Zheng Qinwen       | 6:3, 5:7, 6:3       |
| 2019 | Aryna Sabalenka | Alison Riske       | 6:3, 3:6, 6:1       |
| 2018 | Aryna Sabalenka | Anett Kontaveit    | 6:3, 6:3            |
| 2017 | Caroline Garcia | Ashleigh Barty     | 6:7(3), 7:6(4), 6:2 |
| 2016 | Petra Kvitová   | Dominika Cibulková | 6:1, 6:1            |
| 2015 | Venus Williams  | Garbiñe Muguruza   | 6:3, 3:0 krecz      |
| 2014 | Petra Kvitová   | Eugenie Bouchard   | 6:3, 6:4            |

### gra podwójna kobiet
| Rok  | Zwyciężczynie                         | Finalistki                                 | Wynik             |
| 2024 | Anna Danilina Irina Chromaczowa       | Asia Muhammad Jessica Pegula               | 6:3, 7:6(6)       |
| 2019 | Duan Yingying Wieronika Kudiermietowa | Elise Mertens Aryna Sabalenka              | 7:6(3), 6:2       |
| 2018 | Elise Mertens Demi Schuurs            | Andrea Sestini Hlaváčková Barbora Strýcová | 6:3, 6:3          |
| 2017 | Chan Yung-jan Martina Hingis          | Shūko Aoyama Yang Zhaoxuan                 | 7:6(5), 3:6, 10–4 |
| 2016 | Bethanie Mattek-Sands Lucie Šafářová  | Sania Mirza Barbora Strýcová               | 6:1, 6:4          |
| 2015 | Martina Hingis Sania Mirza            | Irina-Camelia Begu Monica Niculescu        | 6:2, 6:3          |
| 2014 | Martina Hingis Flavia Pennetta        | Cara Black Caroline Garcia                 | 6:4, 5:7, 12–10   |